# The Face of the Enemy
The Face of the Enemy är en svensk dokumentärfilm från 2010 i regi av Erik Pauser. Filmen skildrar Vietnamkriget ur ett uteslutande vietnamesiskt perspektiv.